# Christodoulos van Athene

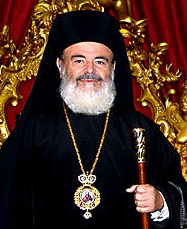
Aartsbisschop Christodoulos

Christodoulos (Grieks: Χριστόδουλος), geboren als Christos Paraskevaides (Grieks: Χρήστος Παρασκευαΐδης) (Xanthi, 17 januari 1939 - Athene, 28 januari 2008) was aartsbisschop van de Grieks-orthodoxe Kerk. Zijn officiële titel was Zijne Zaligheid de Aartsbisschop van Athene en heel Griekenland, een positie waartoe hij in 1998 werd verkozen.
In Athene ontmoette paus Johannes Paulus II aartsbisschop Christodoulos. Na een privé-vergadering spraken de twee in het openbaar. Christodoulos las een lijst van "13 inbreuken" van de Rooms-Katholieke Kerk tegen de Orthodoxe Kerk sinds het Grote Schisma voor, waaronder het plunderen van Constantinopel door kruisvaarders in 1204 en het gebrek van iedere verontschuldiging van de Rooms-Katholieke Kerk: "Er is niet één enkel verzoek om gratie gehoord" voor de kruisvaarders van de 13e eeuw. De paus antwoordde met de vraag aan de Heer of Hij daarvoor vergiffenis wilde schenken, hetgeen Christodoulos onmiddellijk toejuichte.

## Ziekte en overlijden
Aartsbisschop Christodoulos werd in juni 2007 opgenomen in het ziekenhuis wegens kanker en chronische hepatitis C. Een levertransplantatie die gepland was in oktober in Miami werd geannuleerd omdat de ziekte al te ver was uitgezaaid. De aartsbisschop reisde vervolgens terug naar Athene, maar wilde niet meer in het ziekenhuis worden opgenomen. Hij stierf op 69-jarige leeftijd in zijn huis.